# Teigin-Zwischenfall
Der Teigin-Zwischenfall (japanisch 帝銀事件 Teigin jiken) war ein Banküberfall im Jahr 1948 in Tokio, Japan.

## Ablauf

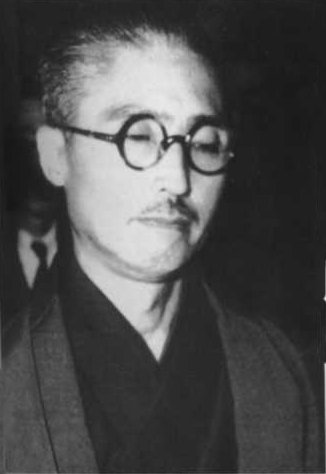
Hirasawa Sadamichi

Der Teigin-Zwischenfall begann am 26. Januar 1948 in der Shiinamachi-Filiale (椎名町支店) der Teikoku-Bank in Nagasaki (ehemals Stadt Nagasaki) im Bezirk Toshima der Präfektur Tokio. Ein Mann betrat die Zweigstelle, gab sich als Angestellter der Gesundheitsabteilung der Präfekturverwaltung aus und verleitete 16 Bankangestellte, unter dem Vorwand, es handele sich um ein Medikament gegen Durchfall, dazu, eine Flüssigkeit mit einer Zyanidverbindung zu trinken. Er vergiftete auf diese Weise 12 von ihnen. Während dieser Zeit stahl er etwa 180.000 Yen in bar und Schecks und rannte davon. Zunächst nahm die Polizei an, es sei ein Mitglied der mit biologischen Waffen operierenden Einheit 731 der Kantō-Armee des ehemaligen Heeres als eine mit dem Umgang mit Cyanidverbindungen vertraute Person, doch die Ermittlungen verliefen im Sande.
Sieben Monate nach dem Vorfall nahmen die Ermittlungsbehörden den Temperamaler Hirasawa Sadamichi (平沢 貞通; 1892–1987) in Otaru auf Grund einer Visitenkarte, die in der Bank gefunden wurde, fest. Am 24. Juli 1950 entschied das Bezirksgericht Tokio auf Grundlage des Geständnisses des Angeklagten, der allerdings widerrufen hatte, der Aussage der überlebenden Bankangestellten, der Handschrift auf den Indossamenten der gestohlenen Schecks und der unbekannten Herkunft des Geldes, das der Angeklagte nach dem Vorfall besaß, dass Hirasawa zum Tode verurteilt wurde. Es kam zu einer Wiederaufnahme des Verfahrens, und 1955 entschied der Oberste Gerichtshof die Aussetzung der Todesstrafe.
Es gab eine wachsende Bewegung, die die Beweise für die Feststellung, dass Hirasawa der Schuldige sei, als problematisch ansah. Es kam zur Gründung der „Gesellschaft zur Rettung von Hirasawa Sadamichi“ (平沢貞通氏を救う会 Hirasawa Sadamichi shi o sukuu kai, englisch Society to Save Mr. Sadamichi Hirasawa) im Jahr 1962, angeführt vom Schriftsteller und Bürgerrechtler Morikawa Tetsurō (森川 哲郎; 1923–1983). Da aufeinanderfolgende Justizminister den Hinrichtungsbefehl nicht unterschrieben, blieb Hirasawa weiter inhaftiert. Im Mai 1987, nach 32 Jahren Haft, starb er im Alter von 95 Jahren im Medizinischen Gefängnis in Hachiōji in der Präfektur Tokio.
Der Fall bildete die Vorlage des Krimis von David Peace Tokio, besetzte Stadt.